# سنت-ژوستین، کبک

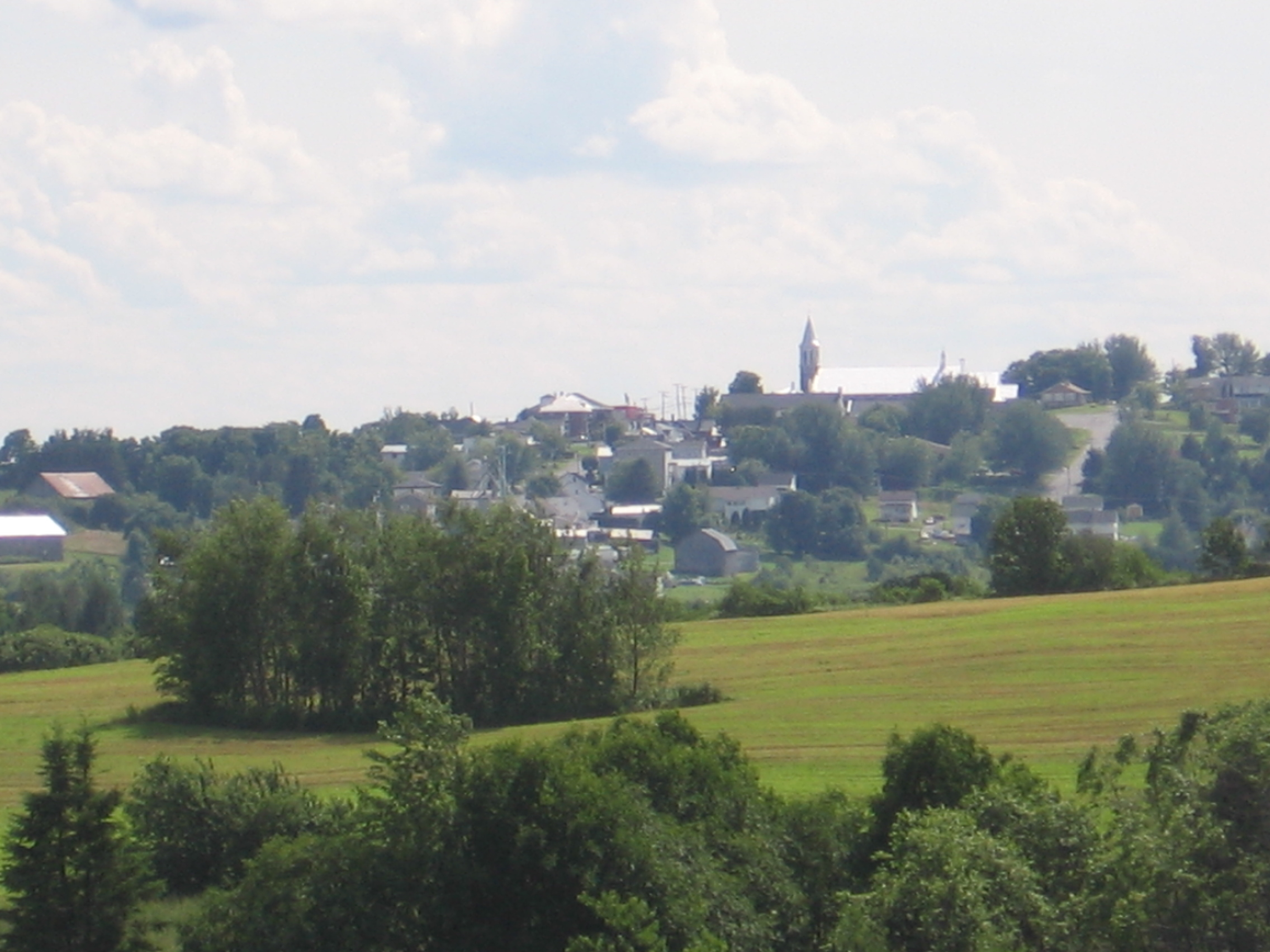
منطقه مسکونی در کانادا

سنت-ژوستین (به فرانسوی: Sainte-Justine) شهری در منطقه شهری له اتشمن ناحیه شودییر-آپالاش در استان کبک کانادا است. در سرشماری سال ۲۰۱۱ این شهر ۱٬۸۵۱ نفر جمعیت داشته‌است و مساحت آن ۱۲۴٫۵۵ کیلومتر مربع است.